# Neckenmarkt
Neckenmarkt (ungarisch Sopronnyék, kroatisch Lekindrof) ist eine Marktgemeinde mit 1681 Einwohnern (Stand 1. Jänner 2024) im Bezirk Oberpullendorf (Bundesland Burgenland, Österreich).

## Geografie

### Geografische Lage
Die Marktgemeinde liegt im Mittelburgenland.
Neckenmarkt zählt, wie seine Nachbargemeinden (Deutschkreutz und Horitschon, sowie den weiteren Gemeinden Großwarasdorf, Lutzmannsburg, Raiding und Unterpetersdorf), zum Blaufränkischland.

### Gemeindegliederung
Das Gemeindegebiet umfasst folgende zwei Ortschaften bzw. gleichnamige Katastralgemeinden (in Klammern Einwohnerzahl Stand 1. Jänner 2024):
- Haschendorf (ungarisch: Hasfalva, kroatisch: Hošindrof) (151)
- Neckenmarkt (1530)

### Nachbargemeinden
|            | Ungarn                                      | Deutschkreutz |
| Ritzing    | Kompassrose, die auf Nachbargemeinden zeigt |               |
| Lackendorf |                                             | Horitschon    |

## Geschichte
Auf dem Gemeindegebiet liegt eine Siedlung der ältesten Linearbandkeramik. Sie wurde durch Jens Lüning und Eva Lenneis ergraben und datiert zwischen 5450 und 5050/5000 v. Chr. (cal.).
Vor Christi Geburt war das Gebiet Teil des keltischen Königreiches Noricum und gehörte zur Umgebung der keltischen Höhensiedlung Burg auf dem Schwarzenbacher Burgberg.
Später, unter den Römern, lag das heutige Neckenmarkt in der Provinz Pannonia.

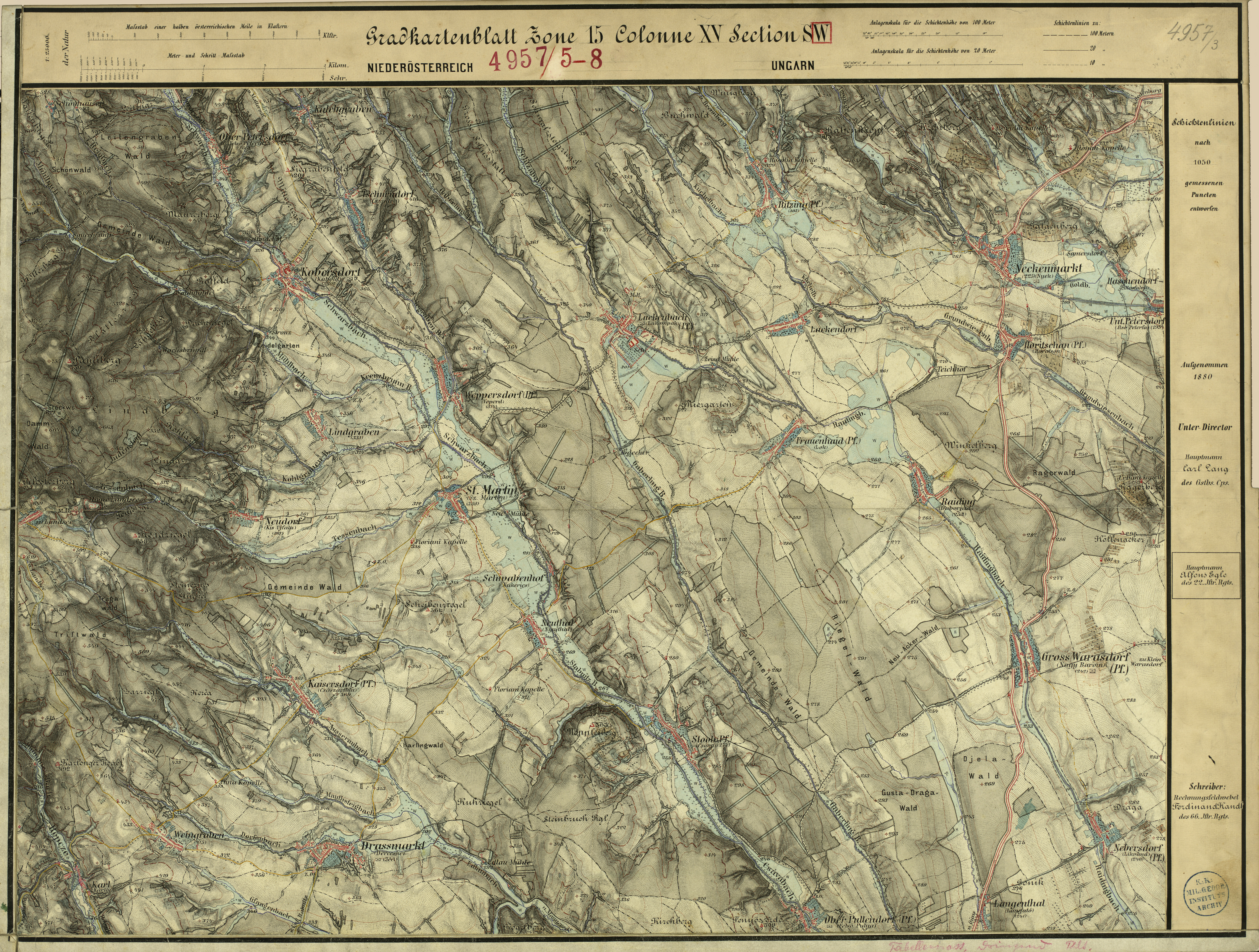
Neckenmarkt und Haschendorf (rechts oben) um 1880 (Aufnahmeblatt der Landesaufnahme)

Erstmals urkundlich genannt wurde der Ort 1279 in einer Schenkung des Laurentius Aba an das Zisterzienser-Kloster Marienberg. Erwähnt wird auch eine Burg Eckendorf.
Der Ort gehörte wie das gesamte Burgenland bis 1920/21 zu Ungarn (Deutsch-Westungarn). Seit 1898 musste aufgrund der Magyarisierungspolitik der Regierung in Budapest der ungarische Ortsname Nyék verwendet werden. Während des Ersten Weltkriegs befand sich hier das Kriegsgefangenenlager Sopronnyék. Nach Ende des Ersten Weltkriegs wurde nach zähen Verhandlungen Deutsch-Westungarn in den Verträgen von St. Germain und Trianon 1919 Österreich zugesprochen. Der Ort gehört seit 1921 zum neu gegründeten Bundesland Burgenland (siehe auch Geschichte des Burgenlandes).
Als Marktgemeinde wurde Neckenmarkt erstmals 1482 urkundlich erwähnt.
Durch das Gemeindestrukturverbesserungsgesetz vom 1. September 1970 wurden Haschendorf und Neckenmarkt zur neuen Gemeinde Neckenmarkt vereinigt.
Mit Verordnung vom 24. Jänner 1973 wurde, rückwirkend mit 1. Jänner 1971, Neckenmarkt das Recht zur Führung der Bezeichnung Marktgemeinde weiterverliehen.

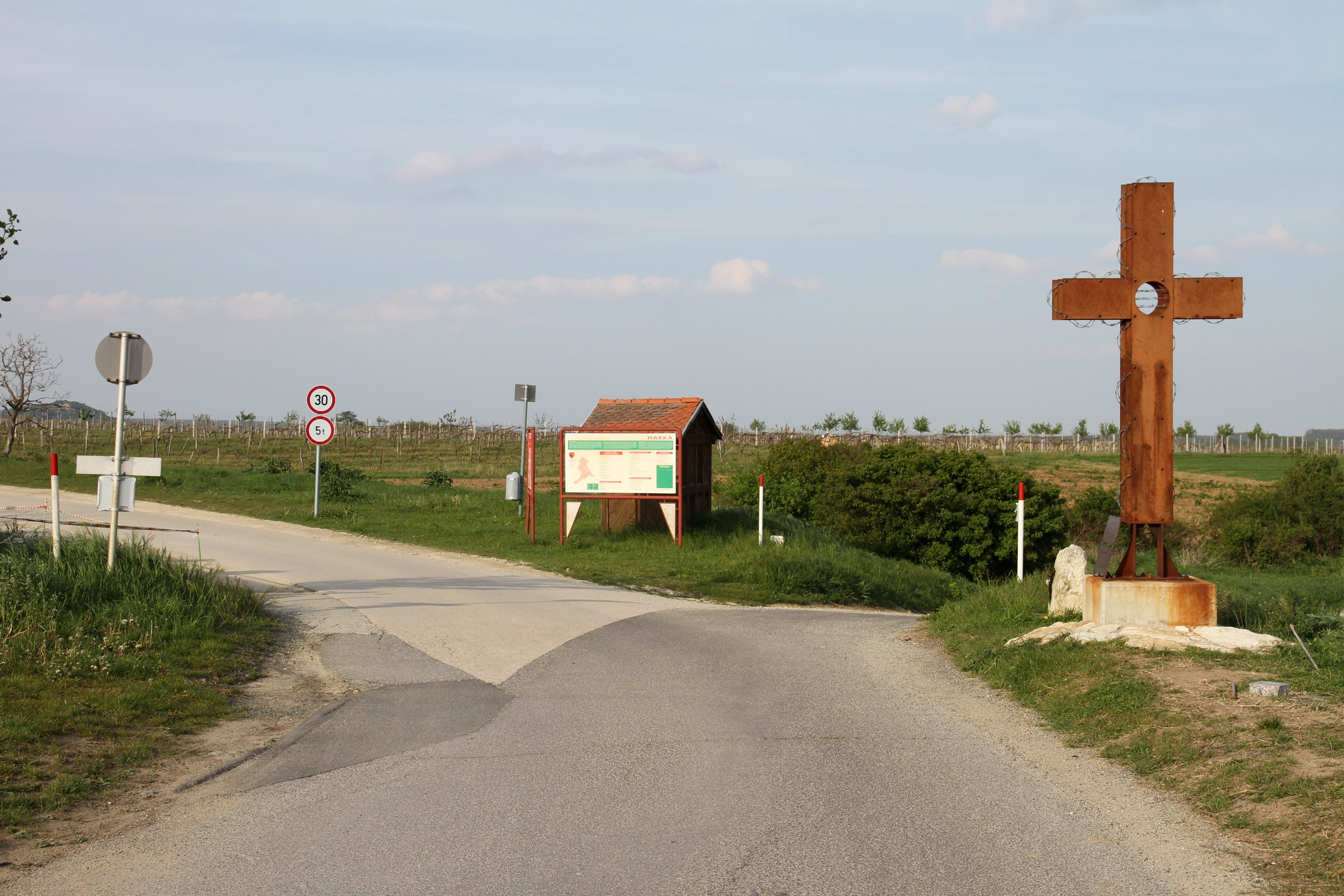
Auf touristischem Weg nach Harka in Ungarn. Grenzübertrittspunkt bei Grenzzeichen B 41

Am 1. Dezember 2006 wurde gemäß BGBl. III Nr. 184/2006 auf dem nach Harka (Harkau), Ungarn, führenden touristischen Weg ein von Fußgängern und Radfahrern zu nutzender Grenzübertrittspunkt eröffnet.

### Haschendorfer Bronzegerät
Das Haschendorfer Kultgerät zählt zu den bemerkenswertesten (und mysteriösesten) bronzezeitlichen Funden in Mitteleuropa. Es handelt sich dabei um eine Bronzescheibe mit Bronzereif und gelochtem Unterteil samt Speichenrädern. Es ist insgesamt 27,8 cm hoch, hat einen Durchmesser von ca. 41 cm und wiegt ca. 4,7 kg. Über den ursprünglichen Zweck des Geräts wird gerätselt. Die Deutungen reichen von Tempelgefäß, Schemelaufsatz, Trommel, Pauke oder Gong bis zur Bronzekrone.
Das Haschendorfer Bronzegerät ist im Liszt-Ferenc-Museum in Sopron, Ungarn ausgestellt. 2001 wurde eine Replik am Fundort aufgestellt.

## Kultur und Sehenswürdigkeiten
- Burg Neckenmarkt

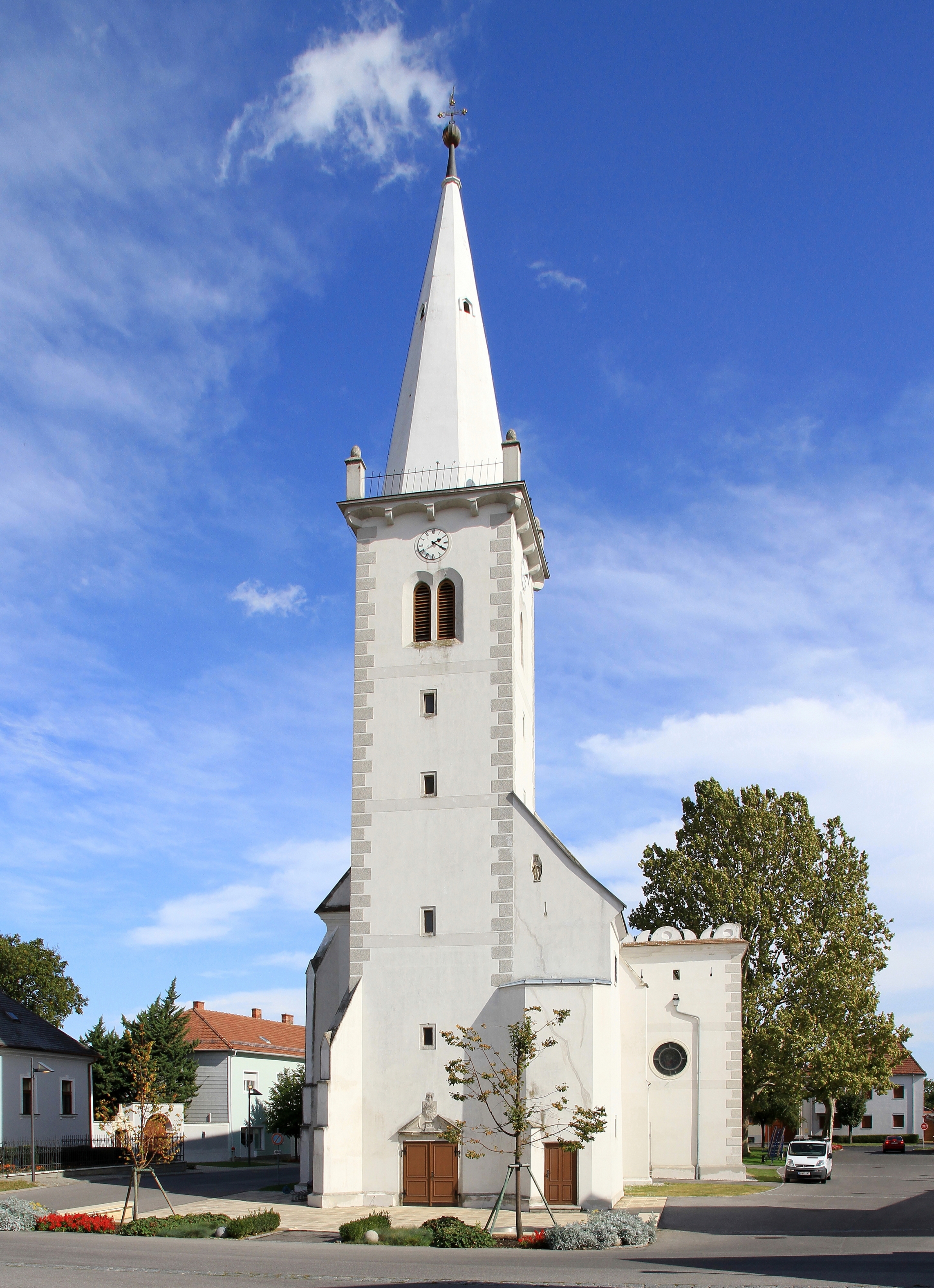
Pfarrkirche Neckenmarkt

- Katholische Pfarrkirche Neckenmarkt Heiliger Geist
- Weingartenkapelle Hl. Donatus
- Fahnenschwinger- und Weinbaumuseum Neckenmarkt[10]

### Regelmäßige Veranstaltungen
Das Fahnenschwingen in Neckenmarkt: Der Tag der Fahne ist der Sonntag nach dem Fronleichnamsfest. Im Jahre 1620 zogen die Türken zusammen mit dem Siebenbürgener Fürsten Gabriel Bethlen gegen Wien. In der Schlacht von Lackenbach stellte sich ihnen Nikolaus Esterházy mit seinen Soldaten und mit Unterstützung der kaiserlichen Kürassiere entgegen. Als die Bauern in Neckenmarkt davon hörten, brachen sie, mit Dreschflegeln und Sensen bewaffnet, auf, um ihrem Grundherrn zur Seite zu stehen. Die Fahne wurde den Neckenmarktern nach der siegreichen Schlacht im Jahre 1622 übergeben.
Die Fahne ist der Obhut der ledigen jungen Männer anvertraut. Sie bilden die Burschenschaft des Ortes. Die Vorbereitungen für das Fahnenschwingen beginnen nach genau festgelegten Regeln am Pfingstmontag. Die jungen Männer wählen aus ihrer Mitte einen Fähnrich und die übrigen Vorsteher, den Kommandanten, zwei Wachtmeister und zwei Kellner. Sie tragen beim Fest die blaue Uniform, Fellmütze, Fangschnüre und Waffen. Die Wahl des Fähnrichs war früher mit einem Wettschießen verbunden.
Die Aufnahme der Jungburschen erfolgt durch die Einladung der beiden Wachtmeister. Diese erbitten von den Eltern die Erlaubnis zum Beitritt der Burschenschaft. Die Jungburschen, die geladen werden, heißen Sterzträger, weil sie früher für Speis und Trank zu sorgen hatten.
In früheren Zeiten hat es ein eigenes Burschenhaus für die Versammlung gegeben. Jetzt ist das ehemalige Gemeindegasthaus, mit dem großen Saal, der Ort für die Zusammenkunft und für die Festfeier. Auf dem Platz beim Gasthof wird am Vorabend der Burschbaum aufgestellt. Dabei handelt es sich um die höchste Fichte im Wald.
Die als Vorsteher gewählten Kellner müssen für die nötige Menge Wein Vorsorge treffen. An dieses ihrer besonderen Tafelamt erinnert der Robisch-Stock, ein mit bunten Seidenbändern geschmücktes Holz, das die Kellner in ihren Stiefelschaft stecken. Er dient als Kerbholz, auf dem der Gastwirt durch Einschnitte die Menge des ausgeschenkten Weines vermerkt.
Am Fronleichnamsonntag legen die Vorsteher die überlieferte Tracht an: die schwarze Stiefelhose und die hohen Stiefel, eine kurze dunkelblaue rot gefütterte Jacke, die mit hellblauem Schnurbesatz und alten großen Messingknöpfen geziert ist und das weiße Hemd sehen lässt und eine niedere braune Pelzmütze mit dunkelgrünem Samtdeckel. Der führt einen historischen Säbel und als besonderen Schmuck die Kartusche, die kleine silberne Tasche der Kavallerieoffiziere mit dem vergoldeten E der Esterházy. Gemäß dem alten Privileg tragen die Wachtmeister und die Kellner Gewehre. Diese sind zur Gänze aus Holz. Die Gewehrmündungen dienen nur dazu, um am Feiertag Blumen hineinzustecken. Zur Tracht des Fähnrichs gehört als besondere Zierde eine Schürze, das Fürtuch, ein schillerndes gefranstes Seidentuch. Die ganze Montur der Vorsteher wird durch Fangschnüre oder dunkelroten Schnurschärpen, auch Husarengürtel genannt, vervollständigt.

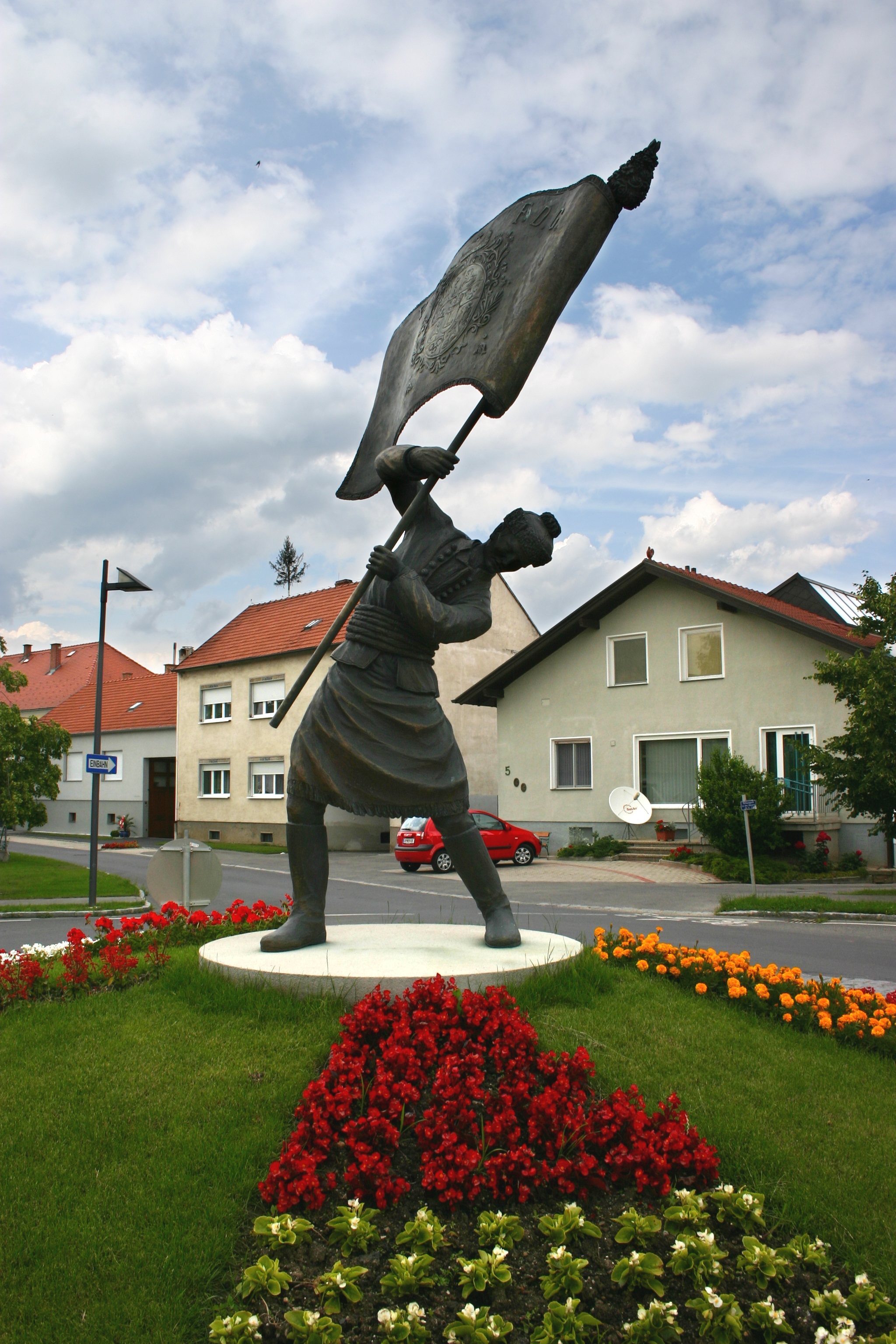
Neckenmarkt, Kreisverkehr mit Fahnenschwinger

Das Fähnrichmädl hat die Fahne mit Blumen geschmückt und den Fahnenbändern ein Seidenband mit ihrem eingestickten Namen und der Jahreszahl hinzugefügt. Beim Gang der Fahne schweigt noch die Musik. Der Fähnrich und die Vorsteher sind noch gegürtet, die Waffen tragen sie unter den Arm. Sie sind noch nicht in Amt und Würde als Beschützer der Fahne. Erst nach der Übernahme der Fahne rüstet sich dann die Burschenvorstehung. Das erste Schwingen der Fahne geschieht zur Ehrung des Fähnrichmädels. Die Musikkapelle spielt, dann klingt Trommelwirbel und die Fahne wird dreimal nach rechts und ebenso nach links geschwenkt. Zum Schwenken der Fahne gehört Kraft und Geschicklichkeit.
Die Fahne wird hierauf feierlich zum Burschenhaus getragen. Nach Beendigung eines Marschmusikstückes wird jeweils Halt zum Marsch in der Kirche geordnet. Voran schreitet die Musikkapelle, es folgen die Kommandanten, der Fähnrich und die Burschen, alle in gleicher Festkleidung. Den Zug der Burschen beschließen die Kellner. Dem Festzug zum Umgangsgottesdienst schließen sich auch die Freiwillige Feuerwehr und der Männergesangsverein an. Bis zum Ersten Weltkrieg haben auch sämtliche Handwerkszünfte des Herrschaftsgebietes Landsee mit ihren Fahnen am Fronleichnamsumgang in Neckenmarkt teilgenommen. Auch die Zunftfahnen wurden in der Pfarrkirche Neckenmarkt aufbewahrt. Im Jahre 1933 sind 16 Zunftfahnen an das Burgenländische Landesmuseum in Eisenstadt abgeliefert worden.
Beim Kriegerdenkmal findet eine Heldenehrung statt. Darauf wird der Pfarrer von zwei Wachtmeistern zum Kirchtag eingeholt. Vor dem Pfarrhof wird die Fahne dreimal geschwenkt. Zwischen den Wachtmeistern zieht der Pfarrer mit der ganzen Burschenschaft in die Kirche ein. Den Umgang mit dem Allerheiligsten begleitet die Burschenschaft. Nach der Fronleichnamsprozession wird der Pfarrer heimgeleitet. Es wird wieder die Fahne geschwenkt. Der Festzug löst sich beim Burschenhaus auf.
Auch zum Nachmittagsgottesdienst ziehen die Burschen mit der Fahne auf. Anschließend folgt der Zug zur Fahnenmutter und dann zum Bürgermeister. Auch zu ihrer Ehre wird die Fahne geschwenkt. Vom Bürgermeister wird die Tanzerlaubnis erbeten. Die Sterzträger holen zur Eröffnung des Tanzes das Fähnrichmädl ein. Die übrigen Jungburschen müssen die Fahne bewachen. Nach dem Eröffnungstanz tragen die Jungburschen die Fahne in aller Stille in die Kirche zurück.
Bis 1730 wurde die Generaldecharge auch bei der Fronleichnamsprozession durchgeführt und beim Segen mit dem Allerheiligsten eine Salve abgefeuert. Seither werden nur mehr Gewehrattrappen getragen.
Außer dem Umgangssonntag leistet die Burschenschaft am Anbetungstag in Uniform die Ehrenwache bei Gottesdiensten. Bei außergewöhnlichen Anlässen, wie Bischofsbesuch oder großen Heimatfesten wird die Burschenfahne zur Ehre von Neckenmarkt geschwenkt. Am Grabe eines verstorbenen Burschen wird die Fahne zum letzten Gruß gesenkt.

## Wirtschaft und Infrastruktur

### Wirtschaftssektoren
Von den 153 landwirtschaftlichen Betrieben des Jahres 2010 waren 40 Haupterwerbsbetriebe. Diese bewirtschafteten über die Hälfte der Fläche.
| Wirtschaftssektor            | Anzahl Betriebe | Anzahl Betriebe | Erwerbstätige 2) | Erwerbstätige 2) |
| Wirtschaftssektor            | 2011            | 2001            | 2011             | 2001             |
| ---------------------------- | --------------- | --------------- | ---------------- | ---------------- |
| Land- und Forstwirtschaft 1) | 153             | 256             | 101              | 92               |
| Produktion                   | 21              | 21              | 90               | 147              |
| Dienstleistung               | 64              | 34              | 131              | 105              |

1) Betriebe mit Fläche in den Jahren 2010 und 1999, 2) Erwerbstätige am Arbeitsort
| Im Jahr 2011 lebten 843 Erwerbstätige in Neckenmarkt. Davon arbeiteten 234 im Ort, in andere Gemeinden pendelten 609 Neckenmarkter. Aus der Umgebung pendelten 88 Personen zur Arbeit nach Neckenmarkt. In der Gemeinde befinden sich ein Kindergarten und eine Volksschule. - Eisenbahn: Der nächste Bahnhof liegt im zehn Kilometer entfernten Deutschkreutz. Von hier gibt es stündliche Verbindungen nach Sopron und Wien (Stand 2024). - Straße: Über die Deutschkreutzer Straße (B 62) erreicht man die zehn Kilometer westlich verlaufende Burgenland Schnellstraße S31 und Deutschkreutz im Osten. | Hier fehlt eine Grafik, die leider im Moment aus technischen Gründen nicht angezeigt werden kann. Wir arbeiten daran! |

## Politik

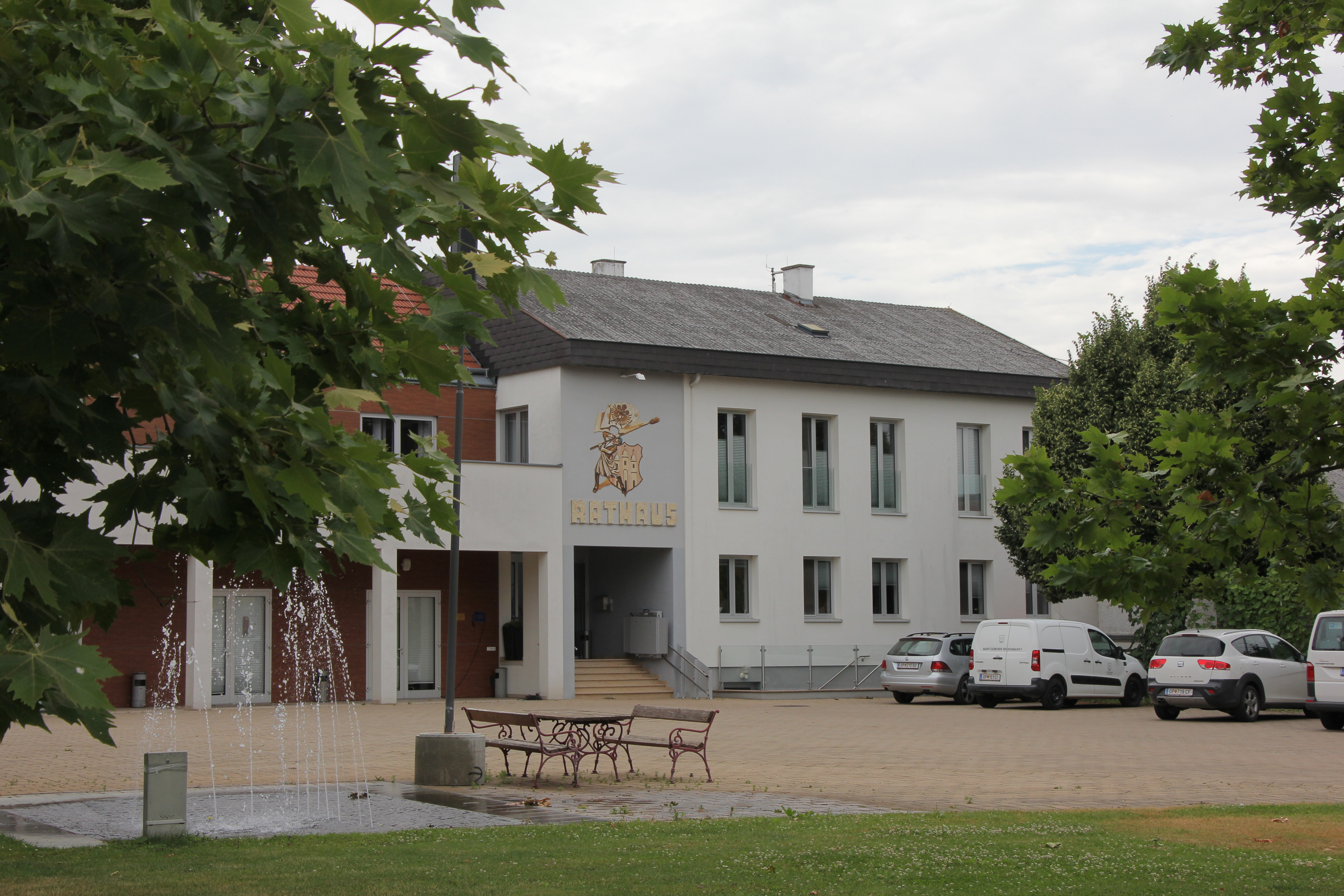
Rathaus Neckenmarkt

### Gemeinderat
Der Gemeinderat umfasst aufgrund der Anzahl der Wahlberechtigten insgesamt 21 Mitglieder.
| Partei          | 2022             | 2022             | 2022             | 2017             | 2017             | 2017             | 2012             | 2012             | 2012             | 2007             | 2007             | 2007             | 2002             | 2002             | 2002             | 1997             | 1997             | 1997             |
| Partei          | Sti.             | %                | M.               | Sti.             | %                | M.               | Sti.             | %                | M.               | Sti.             | %                | M.               | Sti.             | %                | M.               | Sti.             | %                | M.               |
| --------------- | ---------------- | ---------------- | ---------------- | ---------------- | ---------------- | ---------------- | ---------------- | ---------------- | ---------------- | ---------------- | ---------------- | ---------------- | ---------------- | ---------------- | ---------------- | ---------------- | ---------------- | ---------------- |
| ÖVP             | 804              | 60,04            | 13               | 722              | 53,76            | 11               | 791              | 59,30            | 13               | 808              | 61,73            | 13               | 804              | 62,52            | 14               | 638              | 53,26            | 11               |
| SPÖ             | 535              | 39,96            | 8                | 621              | 46,24            | 10               | 518              | 38,83            | 8                | 467              | 35,68            | 8                | 439              | 34,14            | 7                | 452              | 37,73            | 8                |
| FPÖ             | nicht kandidiert | nicht kandidiert | nicht kandidiert | nicht kandidiert | nicht kandidiert | nicht kandidiert | 25               | 1,87             | 0                | nicht kandidiert | nicht kandidiert | nicht kandidiert | 43               | 3,34             | 0                | 108              | 9,02             | 2                |
| FBL             | nicht kandidiert | nicht kandidiert | nicht kandidiert | nicht kandidiert | nicht kandidiert | nicht kandidiert | nicht kandidiert | nicht kandidiert | nicht kandidiert | 34               | 2,60             | 0                | nicht kandidiert | nicht kandidiert | nicht kandidiert | nicht kandidiert | nicht kandidiert | nicht kandidiert |
| Wahlberechtigte | 1748             | 1748             | 1748             | 1660             | 1660             | 1660             | 1643             | 1643             | 1643             | 1592             | 1592             | 1592             | 1549             | 1549             | 1549             | 1516             | 1516             | 1516             |
| Wahlbeteiligung | 83,98 %          | 83,98 %          | 83,98 %          | 89,64 %          | 89,64 %          | 89,64 %          | 89,29 %          | 89,29 %          | 89,29 %          | 88,07 %          | 88,07 %          | 88,07 %          | 90,83 %          | 90,83 %          | 90,83 %          | 90,30 %          | 90,30 %          | 90,30 %          |

### Bürgermeister
Bürgermeister ist seit 22. Dezember 2016 Johannes Igler (ÖVP). Nachdem Hans Iby (ÖVP), der seit 1997 der Gemeinde vorstand, Ende November 2016 aus Altersgründen seinen Rücktritt als Bürgermeister bekanntgab, führte vorerst Franz Ecker (SPÖ) interimistisch die Geschäfte. In der Gemeinderatssitzung am 22. Dezember 2016 wurde Igler, der erst seit 2012 im Gemeinderat saß, zum neuen Bürgermeister von Neckenmarkt gewählt. Bei der Bürgermeisterdirektwahl am 1. Oktober 2017 wurde Igler mit 52,74 % in seinem Amt bestätigt. Sein Mitbewerber war der bisherige Vizebürgermeister Franz Ecker (SPÖ), der auf 47,26 % kam.
Bei der Wahl 2022 wurde Johannes Igler mit 62,09 Prozent der Stimmen im Amt bestätigt.
Amtsleiter ist Georg Schubaschitz.

### Chronik der Bürgermeister
- 1967 – Jänner 1988 Karl Heincz (ÖVP)
- Februar 1988–Ende Oktober 2001 Paul Mayerhofer (ÖVP)
- 21. November 2001–Ende November 2016 Hans Iby (ÖVP)
- Ende November 2016–22. Dezember 2016 Franz Ecker (SPÖ, interimistisch)
- seit 22. Dezember 2016 Johannes Igler (ÖVP)

### Wappen
|  | Das Wappen von Neckenmarkt wurde anlässlich der Markterhebung im Jahre 1578 verliehen. Blasonierung: „Das Wappen zeigt auf rotem Grund drei goldene Türme.“ In der jüngsten Zeit ist aber immer mehr der Fahnenschwinger zum Sinnbild der Marktgemeinde geworden. Die neue Schule schmückt das Mosaikbild des Fahnenschwingers mit der entfalteten Fahne. |

## Persönlichkeiten

### Söhne und Töchter der Gemeinde
- Anton Huber (1881–1944), Landwirt und Politiker
- Paul Grabner (1896–1969), Taglöhner und Politiker
- Karl Heincz (1928–1988), Politiker
- Georg Hahn (* 1945), Politiker
- Albert Wieder (* 1981), Tubist, Komponist und Hochschullehrer; geboren in Neckenmarkt

### Ehrenbürger
Quelle: Marktgemeinde Neckenmarkt
- Melinda Esterházy de Galántha, Fürstin und Großgrundbesitzerin
- Josef Gruber, Pfarrer
- Franz Kallinger, Pfarrer
- Stefan Billes, Landesrat
- Ernst Schermann, Pfarrer
- Josef Schuh, Pfarrer
- Anton Franz Stirling, Prälat
- Gertrud Zelger-Alten, Schriftstellerin

### Ehrenringträger
Quelle: Marktgemeinde Neckenmarkt
- Melinda Esterhazy de Galantha, Fürstin und Großgrundbesitzerin
- Anton Franz Stirling, Prälat
- Stefan Wellanschitz, Ökonomierat
- Gertrud Zelger-Alten, Schriftstellerin

### Ehrennadelträger
Quelle: Marktgemeinde Neckenmarkt
- Julius Wagner, Volksschuldirektor a. D.
- Paul Mayerhofer, Bürgermeister a. D.
- Georg Hahn, Landtagsabgeordneter und Vizebürgermeister a. D.
- Willibald Racz, Vizebürgermeister a. D., Ökonomierat
- Franz Heincz, Vizebürgermeister a. D., Ökonomierat
- Adalbert Wieder, Musikschuldirektor a. D.
- Anton Reumann, Mittelschuldirektor a. D.
- Georg Lang, Ortsvorsteher a. D.
- Johann Schlaffer, Ortsvorsteher a. D.
- Franz Draxler, Ortsvorsteher a. D.
- Stefan Wieder, Gemeinderat und Gemeindekassier a. D., ältere Generation
- Marianne Hahn, Gemeinderat a. D. (Goldene Ehrennadel des Seniorenbundes)[30]
- Josef Zörfusz, ältere Generation
- Karl Tritremmel, ältere Generation
- Margarete Wieder, Museumsleiterin a. D.